# Egy ökölnyi bosszú
Az Egy ökölnyi bosszú (eredeti cím: Fistful of Vengeance) 2022-es amerikai akció-thriller, amelyet Roel Reiné rendezett, és Cameron Litvack, Jessica Chou és Yalun Tu írt. A film a Wu Wei: Az öt elem küzdelme című televíziós sorozat első évadának folytatásaként szolgál. A főszerepben Iko Uwais, Lewis Tan, Lawrence Kao, JuJu Chan, Pearl Thusi, Francesca Corney, Jason Tobin, Rhatha Phongam és Simon Kuke látható.
A film világszerte 2022. február 17-én jelent meg a Netflix-en.

## Rövid történet
Egy fiatal kínai szakács belekeveredik a kínai triád „Vu hszing” néven ismert halálos ősi erők hajszájába.

## Szereplők
| Szerep         | Színész          | Magyar hang         |
| -------------- | ---------------- | ------------------- |
| Kai Jin        | Iko Uwais        | Varga Gábor         |
| Lu Xin Lee     | Lewis Tan        | Szatory Dávid       |
| Tommy Wah      | Lawrence Kao     | Rada Bálint         |
| Zan Hui        | JuJu Chan        | Szabó Zselyke       |
| Zulu ügynök    | Pearl Thusi      | Ligeti Kovács Judit |
| Preeya         | Francesca Corney | Laudon Andrea       |
| William Pan    | Jason Tobin      | Baráth István       |
| Ku An Qi       | Rhatha Phongam   | Sipos Eszter Anna   |
| Boucher ügynök | Gigi Velicitat   | Jakab Csaba         |
| zöld szemű nő  | Selina Wiesmann  | Dér Marus           |